# خسوس گالوان
خسوس گالوان (انگلیسی: Jesús Galván؛ زادهٔ ۴ اکتبر ۱۹۷۴) بازیکن فوتبال اهل اسپانیا است.
از باشگاه‌هایی که در آن بازی کرده‌است می‌توان به باشگاه فوتبال ویارئال، باشگاه فوتبال دپورتیوو آلاوس، باشگاه فوتبال رکریتیوو اوئلوا، باشگاه فوتبال کوردوبا، و باشگاه فوتبال سویا اشاره کرد.